# Serie 401 a 450 de Andaluces
La serie 401 a 450 de la Compañía de los Ferrocarriles Andaluces es una serie de locomotoras de vapor que después pasaron a Renfe en la serie 240-2001 a 2050.

## Historia
La Compañía de los Ferrocarriles Andaluces adquirió esta serie de locomotoras para sus servicios de viajeros a comienzos de la década de 1920 y las repartió por toda su red. Con el paso de los años llegó a haber locomotoras asignadas a los depósitos de Granada, Córdoba-Cercadilla, Moreda y Huelva. 
Las quince primeras, construidas por la Société Franco-Belge, vinieron de fábrica con un ténder de tres ejes, mientras que el resto ya llegaron con un ténder de cuatro ejes, con algo más de capacidad. Una característica de estas máquinas era la ausencia de cubierta en el domo, lo que dejaba a la vista todos los tornillos. Con la nacionalización de la red ferroviaria de ancho ibérico, en 1941, las locomotoras pasaron a formar parte de RENFE y fueron renombradas como «serie 240-2401 a 2050».
Estas locomotoras dieron un magnífico resultado, lo que les permitió prestar servicio hasta la desaparición del vapor en Andalucía, en 1967. Las locomotoras con ténder de tres ejes fueron asignadas finalmente al depósito de Huelva, en la estación de Huelva-Odiel, para realizar servicios en la línea de Zafra-Huelva. La dotación destinada a la estación de Córdoba-Cercadilla prestó sus últimos servicios en la línea Córdoba-Almorchón, donde estas «Cuatrocientas» —como se las conocía para diferenciarlas de las «Quinientas» de MZA— eran muy apreciadas por su personal de conducción. 
Su elevado número y el hecho de que circularan hasta época tan relativamente reciente, permitió que quedaran plasmadas en multitud de imágenes, alguna incluso en color, generalmente de autores extranjeros, que hoy podemos ver impresas en algunos libros como único recuerdo, ya que ninguna locomotora de esta serie sobrevivió al desguace general que siguió a la extinción de la tracción vapor.